# Zheng Zeng
Zheng Zeng (3 april 1995) is een Chinese tafeltennisser, die als jeugdspeler in het stadsteam van Xiamen, een zusterstad van Zoetermeer, heeft gespeeld. Door deze contacten is de toen 16-jarige Zheng gevraagd om in de najaarscompetitie 2011 voor de Zoetermeerse tafeltennisvereniging Taverzo uit te komen in de Nederlandse eredivisie. Zheng speelde dat najaar ook met het team mee in de ETTU-cup en verving daar Li Jiao die in Nederland wel voor Taverzo bij de mannen mocht uitkomen maar op Europees niveau alleen speelgerechtigd was bij de vrouwen. Zijn komst naar Nederland was een win-win situatie want ook de overige Nederlandse topspelers op Papendal hadden aan Zheng een goede trainingspartner.
Met Taverzo werd Zheng najaarskampioen 2011 in de Nederlandse eredivisie